# Plakothira frutescens
Plakothira frutescens är en brännreveväxtart som beskrevs av Jacques Florence. Plakothira frutescens ingår i släktet Plakothira och familjen brännreveväxter. Inga underarter finns listade i Catalogue of Life.